# Ameridion rinconense
Ameridion rinconense là một loài nhện trong họ Theridiidae.
Loài này thuộc chi Ameridion. Ameridion rinconense được Herbert Walter Levi miêu tả năm 1959.